# Gianandrea Noseda
Gianandrea Noseda (nascut el 23 d'abril de 1964) és un músic i director d'orquestra italià. Va estudiar piano, composició i direcció a Milà. Va seguir els seus estudis de direcció amb Donato Renzetti, Myung-Whun Chung i Valery Gergiev.

## Carrera musical
Noseda es defineix com a deixeble de Valeri Gérgiev, a qui va conèixer el 1993 a l'Accademia Musicale Chigiana de Siena. Ell mateix explica: “crec que ha estat un de les trobades més determinants de la meva carrera, ja que en deu dies vaig aprendre més que en els tres anys anteriors”.
El 1994, Noseda va guanyar el Concurs Internacional de Direcció de l'Orquestra de Cadaqués i es va convertir en el director principal d'aquesta orquestra, càrrec que ostenta actualment. El 1997 va ser nomenat director convidat principal del Teatre Mariinsky de Sant Petersburg. El 2001 va ser nomenat director artístic del Festival de Stresa.
El 2002 debuta al Metropolitan Opera House de Nova York amb Guerra i Pau de Prokofiev amb Dmitri Hvorostovsky i Anna Netrebko. El febrer de 2006 dirigeix la força del destí de Verdi amb Salvador Licitra, Samuel Ramey i Joan Pons. El 2009 dirigeix Il Trovatore amb Dolora Zajick, el 2010 La traviata, el 2011 Lucia de Lammermoor amb Diana Damrau i Rolando Villazón i el 2012 Macbeth.
Al desembre de 2001, Noseda va ser nomenat Director Principal de la BBC Philharmonic, lloc que va assumir el setembre de 2002. El juliol de 2003, Noseda va renovar el seu contracte amb l'orquestra fins al 2008. El 2005 ell i la BBC Philharmonic van participar en un projecte de la Ràdio BBC 3 en el qual van fer interpretacions de les nou simfonies de Beethoven que van quedar disponibles per a la seva descàrrega. A l'octubre de 2006 Noseda va estendre el seu contracte per a altres dos anys i el seu títol va ser canviat a Director Cap. Va concloure el seu període en la BBC Philharmonic després de la temporada 2010-2011 on ara té el títol de director laureat.
El 2007, Noseda es converteix en Director Musical del Teatro Regio de Torino. Fa la seva primera producció lírica com a Director Musical a Torí a l'octubre de 2007 dirigint Falstaff de Verdi amb Ruggero Raimondi i Barbara Frittoli i inaugura la Temporada 2007-2008 del Teatre Regi amb el Rèquiem de Verdi, en 2008, al febrer Salomé (òpera), al setembre La Bohème, al desembre dirigeix per primera vegada Thaïs (òpera) de Massenet, en 2009 la Simfonia nº. 9 de Beethoven, La dama de piques de Tchaikovski (òpera) amb Anja Silja i música de Rachmaninov en concert amb el Cor turinés i la BBC Philharmonic a Torí i en Stresa, Els Planetes de Holst, La Traviata vista també en Loggione (programa televisiu) del Canal 5 i L'ocell de foc de Stravinski (ballet), en el 2010 Manfred de Robert Schumann, Boris Godunov de Músorgski (òpera), en el 2011 I vespri siciliani, la Simfonia nº. 8 de Mahler a Torí i al Sagra Musical Malatestiana de Rimini. Al setembre i octubre de 2011 l'Orquestra i el mestre van tocar la integral de les Simfonies de Beethoven en quatre concerts i al desembre Fidelio. En 2012 Tosca (òpera) amb Svetla Vassileva, Marcelo Alvarez, Costat Ataneli, Matteo Peirone que va ser vista també en transmissió de la Rai Tres i Der fliegende Holländer i en 2013, a l'abril, Don Carlo amb Ramón Vargas, portat també al Théâtre donis Champs-Elysées i al maig Evgenij Onegin.
Gianandrea Noseda és també director convidat principal de la Israel Philharmonic des de maig de 2011. El 2012 debuta al Wiener Staatsoper dirigint I vespri siciliani amb Ferruccio Furlanetto. El 2013, a Sant Petersburg, dirigeix Les noces de Figaro i El trittico, en Aix-en-Provence Rigoletto i a Verbier la Missa de Rèquiem de Verdi.
El gener de 2016, Noseda va ser nomenat director musical de l'Orquestra Simfònica Nacional a Washington. El mandat començarà en la temporada 2017-18. Al febrer de 2016 va ser també nomenat un dels dos directors convidats principals de l'Orquestra Simfònica de Londres, començant en la temporada 2016-17 i planeja ocupar-se de tots dos llocs simultàniament.
Aclamat per la crítica com un dels valors més ferms tan en el terreny simfònic com en l'operístic, Gianandrea Noseda és un director enlluernador i de gestualitat hipnòtica que aconsegueix exercir un control absolut a les formacions sota el seu càrrec.
Noseda ha dirigit diversos enregistraments amb la BBC Philharmonic per al segell Chandos, de Prokofiev, Dallapiccola (incloent l'estrena mundial del registre de la Partita de Dallapiccola), Dvořák, Liszt, Karłowicz, Casella, Shostakovich, Rachmaninoff i Respighi. Ha dirigit les majors orquestres simfòniques als Estats Units (New York Philharmonic, Chicago Symphony, Pittsburgh Symphony, Philadelphia Orchestra, Cleveland Orchestra i Los Angeles Philharmonic), a Europa (London Symphony, Oslo Philharmonic, Swedish Radio Orquestra, Danish National Symphony Orchestra, Orquestra de París, Orquestra Nacional de França, DSO Berlín, Frankfurt Radio Symphony, Wiener Symphoniker, Wiener Philharmoniker) i al Japó (Tòquio Symphony, NHK Symphony).
Noseda ha estat distingit amb l'honor de Cavaliere Ufficiale al Merito della Repubblica Italiana, per les seves contribucions a la vida artística d'Itàlia.

## Discografia parcial
- Bocelli, Ària: The Opera Album, 1998 Philips
- Britten, War Requiem - Gianandrea Noseda/London Symphony Orchestra/Simon Keenlyside/Ian Bostridge/London Symphony Chorus/Choir of Eltham College/Savina Cvilak, 2012 LSO
- Mozart, Arie - D'Arcangelo/Noseda/OTRT, 2010 Deutsche Grammophon
- Verdi, Arie - Rolando Villazón/Noseda/Orch. del Teatre Regi di Torino, 2012 Deutsche Grammophon
- Netrebko, Opera Arias - Noseda/WPO, 2003 Deutsche Grammophon
- Netrebko, The woman, the voice - Netrebko/Noseda/WPO, 2004 Deutsche Grammophon DVD
- Netrebko, Verdi - Anna Netrebko/Orchestra del Teatre Regi di Torino/Gianandrea Noseda, 2013 Deutsche Grammophon
- Liszt, Symphonic Poems, BBC Philharmonic Orchestra, Gianandrea Noseda, 2008 Chandos
- Smetana, Orchestral Music, BBC Philharmonic Orchestra, Gianandrea Noseda, 2009 Chandos